# 기본 평면 (타원 은하)
기본평면(基本平面, fundamental plane)이란 타원은하의 유효반경, 평균표면밝기, 중심속도분산 사이의 경험적 관계이다. 이 세 변수 중 두 개를 알면 나머지 하나를 도출해낼 수 있으며, 때문에 3차원 공간에 평면의 형태로 나타낼 수 있다.
- 은하의 크기가 클수록 유효표면밝기가 작아진다. 수학적으로 표현하면 {\displaystyle R_{e}\propto \langle I\rangle _{e}^{-0.83\pm 0.08}} (Djorgovski & Davis 1987)
- {\displaystyle L_{e}=\pi \langle I\rangle _{e}R_{e}^{2}}인 고로(휘도와 면적의 곱이 광도), {\displaystyle L_{e}\propto \langle I\rangle _{e}\langle I\rangle _{e}^{-1.66}}, 따라서 {\displaystyle \langle I\rangle _{e}\sim L^{-{3 \over 2}}}. 즉 광도가 큰(전체 밝기가 큰) 은하일수록 표면밝기는 작아진다.
- 광도가 클수록 은하 중심의 속도분산도 커진다. 이것을 페이버-잭슨 관계라 한다(Faber & Jackson 1976). 다시 쓰면 {\displaystyle L_{e}\sim \sigma _{o}^{4}}이다. 나선은하에도 툴리-피셔 관계라고 비슷한 것이 있다.
- 속도분산과 광도 사이에 상관관계가 있고, 광도와 유효반경 사이에 상관관계가 있다면, 속도분산과 유효반경 사이에도 상관관계가 있을 것이다.

이제 {\displaystyle \left(\log R_{e},\langle I\rangle _{e},\log \sigma \right)}를 가로 세로 높이 축으로 삼는 3차원 공간을 생각하면 평면의 방정식을 뽑아낼 수 있다.
{\displaystyle \log R_{e}=0.36\,(\langle I\rangle _{e}/\mu _{B})+1.4\,\log \sigma _{o}}
고로 표면밝기와 속도분산을 측정하면(둘 다 은하까지의 거리와는 관계가 없는 값이다) 유효반경(단위 킬로파섹)을 추측할 수 있다. 유효반경을 이제 알아냈고, 은하의 시직경은 재면 되니까, 작은 각도 근사를 통해 은하까지의 거리를 구할 수 있다..

## 참고 자료
- Binney, J.; Merrifield, M. (1998). Galactic Astronomy. Princeton University Press. ISBN 0691004021.